# Solaris (Marvel Comics)
Solaris (Sunfire em inglês) é um personagem da Marvel Comics, um mutante que já fez parte dos X-Men. Seu nome verdadeiro é Shiro Yoshida (mais tarde passou a ser chamado de Shiro Yashida).
Solaris é primo de Mariko Yashida e do Samurai de Prata.

## Biografia ficcional do personagem
No início Solaris era um personagem extremamente  nacionalista e que culpava os Estados Unidos pela morte de sua mãe, tudo por influência do tio antiamericano que o criou. O pai de Shiro acreditava em conciliação entre os dois países, mas teve pouca influência na instrução do filho.
Com seu tio o incentivando, Shiro viajou para os Estados Unidos para destruir o Capitólio em Washington. Seu pai estava presente e tentou persuadi-lo a não cometer este ato terrorista, mas como como Solaris atendeu o pedido de seu pai, seu Tio acabou matando o pai de Shiro. Solaris matou o tio em seguida, voltando depois para o Japão. 
Proclamando-se protetor do Japão, Solaris logo achou algo em comum com os heróis da América; enquanto sua xenofobia diminuía com o passar dos anos, seu orgulho nacionalista permanecia forte. O professor Charles Xavier foi informado sobre ele e seu dom mutante e o convidou para entrar para os X-Men, mas após uma missão com o time, Solaris resolveu voltar para o Japão para servir seu país em missões solo. Ainda assim auxiliou os X-Men em diversas ocasiões posteriores. Solaris também usou seus poderes em uma missão especial para o governo japonês.
Solaris aceitou uma oferta do Professor X para entrar para a Corporação X, uma operação global para procurar e resgatarem mutantes, ficando instalado em Mumbai, na Índia. 
O passado de Solaris tem conexão com o passado de Vampira. Ambos participaram de uma tentativa de roubo da tecnologia de implante de adamantium desenvolvida por um cientista japonês (o pai de Lady Letal). O golpe falhou e nenhum dos personagens se lembrava dele graças à atuação da mutante Blindspot que bloqueou suas mentes.
Solaris quase foi morto por Lady Letal. Em seus momentos finais, teve os poderes absorvidos por Vampira, que os reteve de forma permanente. Mais tarde Vampira voltou ao local onde devia estar o corpo de Shiro mas ele não estava lá, deixando no ar a hipótese dele ter sobrevivido. Mais tarde ele aparece como um dos Cavaleiros do Apocalipse tendo se juntado ao vilão para recuperar suas pernas perdidas no combate com Lady Letal. Sendo derrotado e capturado pelos X-Men quando tentava invadir a Mansão X, e ficando sobe cuidados de Emma Frost.

## Poderes e habilidades
- Voo: Solaris pode gerar correntes de ar super-aquecidas que o permitem voar, deixando um grande rastro de fumaça.
- Manipulação de fogo: ele é capaz de controlar e se reenergizar através de fogo, Solaris pode gerar temperaturas poderosas que podem alcançar até 500.000 graus celsius.
- Rajadas de plasma: é a habilidade de projetar plasma incandescente.

Solaris também possui visão infravermelho e imunidade a qualquer tipo de radiação, graças a um campo de força psiónica que gera quando usas seus poderes. 